# Estilo perrito

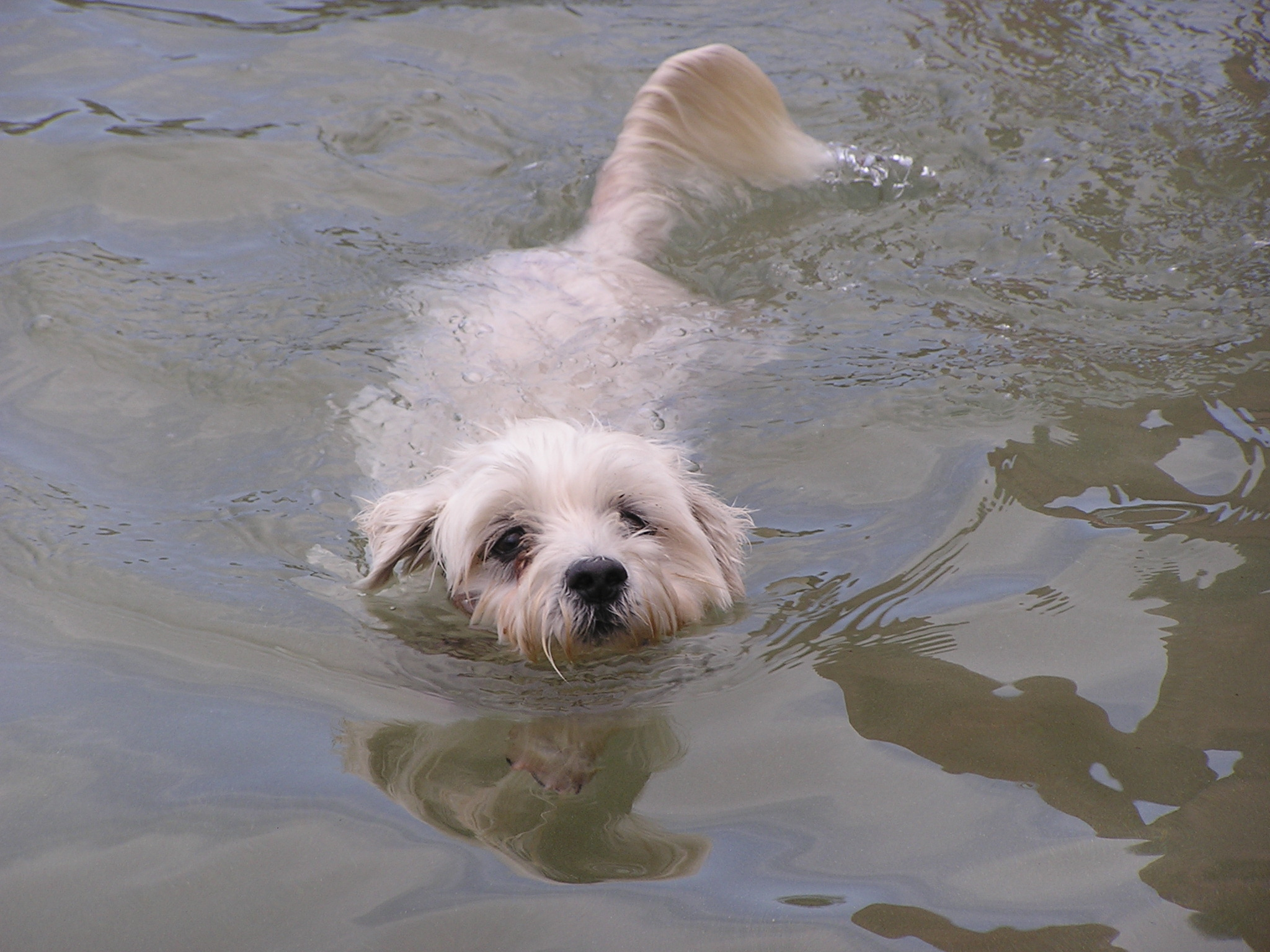
Un perro nadando al estilo perrito

El estilo perrito es un estilo de natación simple. En ella, el nadador se tumba sobre su pecho y mueve las manos y las piernas alternativamente en una forma que recuerda a la forma en la que los perros y otros animales nadan. En efecto, es una especie de "trote" en el agua, en lugar de en la tierra.
Este estilo de natación fue el primero en ser usado por el hombre antiguo, aprendido presuntamente mediante la observación de animales nadando. Algunas pinturas rupestres en Egipto muestran lo que parece ser el estilo perrito.
A menudo es el primer estilo usado por los niños cuando están aprendiendo a nadar. 
El estilo perrito también es usado como movimiento de natación militar para asestar un golpe silencioso cuando es el requerido, puesto que ni los brazos ni las piernas salen a  la superficie.